# Hendidżan
Hendidżan (pers. هنديجان) – miasto w Iranie, w ostanie Chuzestan. W 2006 roku liczyło 25 100 mieszkańców.